# Claas Nexos

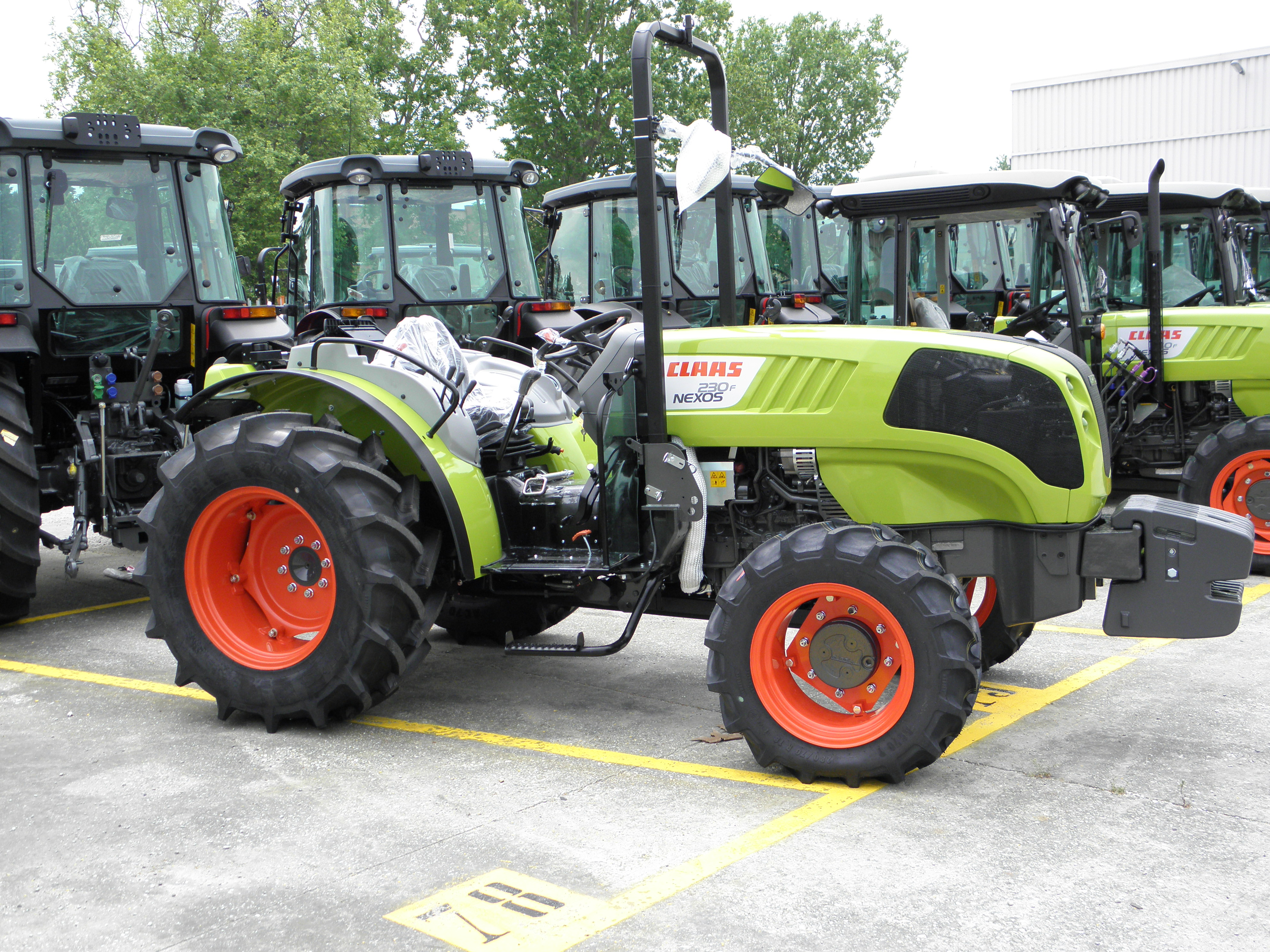
Claas Nexos 230 F

Claas Nexos ist eine Traktoren-Baureihe des Landmaschinenherstellers Claas in Harsewinkel. Haupteinsatzgebiet ist der Wein- und Obstanbau. Produziert werden sie bei Carraro Agritalia in Italien.

## Geschichte
Der Claas Nexos wurde 2009 als Nachfolger des Claas Nectis vorgestellt. Angetrieben werden die Nexos-Traktoren von Dieselmotoren des Herstellers FPT.

### Erste Generation
Der Nexos ist in den Varianten F, VL, und VE erhältlich. Je nach Ausstattung erreichen sie eine Höchstgeschwindigkeit von 30 km/h bzw. 40 km/h. Die Fahrzeugbreite beträgt zwischen 1000 mm und 1460 mm. Die weiteren Daten sind:
| Typ               | Leistung (kW/PS) | Zylinder | Hubraum in cm³ | zulässiges Gesamtgewicht in kg |
| ----------------- | ---------------- | -------- | -------------- | ------------------------------ |
| Nexos 210 F/VL/VE | 53/72            | 4        | 3200           | 4100                           |
| Nexos 220 F/VL/VE | 57/78            | 4        | 3200           | 4400                           |
| Nexos 230 F/VL/VE | 65/88            | 4        | 3200           | 4400                           |
| Nexos 240 F/VL    | 74/101           | 4        | 4500           | 4400                           |

### Zweite Generation

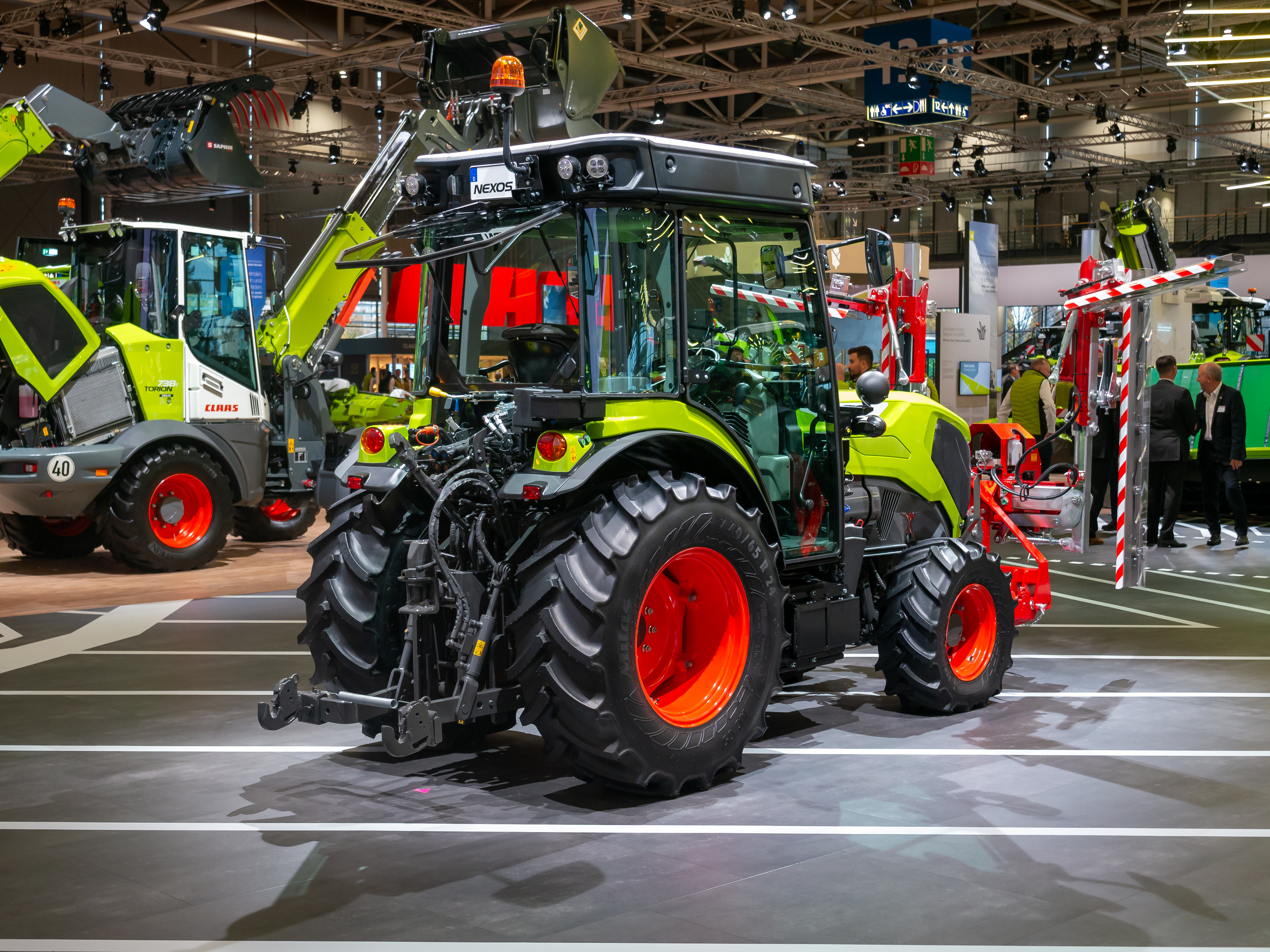
Heckansicht Nexos 260 M der zweiten Generation

Im November 2016 stellte Claas auf der EIMA in Bologna den überarbeiteten Nexos vor. Die zweite Generation wird seit Frühjahr 2017 gebaut,
ist mit einem 3,6-l-Motor ausgestattet und wird in den Varianten S, MD, M, LD, L und XL sowohl mit als auch ohne Fahrerkabine angeboten.
| Typ       | Leistung (kW/PS) [nach ECE R 120] bei 2300/min | Zylinder | Hubraum in cm³ | max. Drehmoment [nach ECE R 120] |
| --------- | ---------------------------------------------- | -------- | -------------- | -------------------------------- |
| Nexos 220 | 62/85                                          | 4        | 3600 cm³       | 334 Nm                           |
| Nexos 230 | 68/92                                          | 4        | 3600 cm³       | 366 Nm                           |
| Nexos 240 | 76/103                                         | 4        | 3600 cm³       | 406 Nm                           |
| Nexos 260 | 88/120                                         | 4        | 3600 cm³       | 466 Nm                           |